# Ігнатій (патріарх Константинопольський)
Ігнатій (бл. 798 , Константинополь— 23 жовтня 877) — патріарх Константинопольський в 847—858 та 867—877 роках. Святий католицької та православної церков. День 23 жовтня.

## Життєпис
По батьківській лінії пов'язаний з родом Рангаве, по материнській — династією Никифора. Син Михайла Рангаве та Прокопії (доньки імператора Никифора I). При народженні отримав ім'я Микита. 807 року призначається Никифором I очільником елітної тагми іканатів (при фактичному керуванні доместиком схол Петром).
У 811 році Михайло Рангаве стає візантійським імператором. Але у 813 році Лев Вірменин повалив батька та старшого брата Феофілакта. Після цього Микиту з Феофілактом було кастровано й заслано на один з Принцевих островів. Тут став ченцем під ім'ям Ігнатій. Виховувався як противник іконоборства.
Більшу частину (33 роки) провів у монастирях на Принцевих островах, стає ієреєм завдяки борцю за іконошанування Василю Парійському. У 847 році після смерті патріарха Мефодія I за сприяння імператриці Феодори (регентки при імператорові Михайлові III) був обраний патріархом Константинопольським.
Після вступу Ігнатія на патріарший престол в вищих церковних колах намітився розкол на прихильників і противників нового ієрарха, оскільки він ревно боровся з іконоборцями, що залишилися на своїх посадах. В цьому патріарха підтримав Студійський монастир. Того ж року відсторонив від посади єпископа Сіракуз Григорія Асбеста, очільника поміркованих, що виступали за прощення для іконоборців.
Невдовзі Ігнатій вступив у конфлікт з впливовим цезарем Бардою, братом імператриці, якого патріарх сварив за зв'язок з вдовою свого сина, для чого Барда розлучився та відіслав свою дружину. Ігнатій висловлював невдоволення цим і під час свята Богоявлення відмовив Варді в причасті. Незабаром, імператриця Феодора, за вказівкою Барди і імператора Михайла III, була насильно пострижена в черниці разом з доньками. Для Ігнатія це означало остаточну втрату впливу, і, 23 листопада 857 року, за розпорядженням Михайла III, патріарха Ігнатія було повалено з посади й заслано на острів Теревінф в Мармуровому морі. Новим патріархом став Фотій І Великий.
Втім прихильники Ігнатія продовжили боротьбу: на його боці виступив впливовий Студійський монастир та папа римський Миколай I. У 860 році під час нападу русів на чолі із київським князем Аскольдом на Константинополь ледве уникнув полону. У 861 році спеціально скликаний церковний собор у Константинополі підтвердив позбавлення сану Ігнатія й затвердив патріархом Фотія. Натомість на синоді у Римі Фотія було відлучено від Церкви.
У 867 році новий імператор Василь I, що повалив Аморейську династію, домігся повернення патріаршества Ігнатію. За допомогою останнього новий володар намагався зміцнити авторитет своєї династії. У 869—870 роках разом з імператором провів Четвертий Константинопольський собор, де розбиралися питання юрисдикції між Римом і Константинополем, а також суперечка стосовно філіокве. Ігнатій твердо відстоював інтереси православної церкви, закріпивши в якості церковної області Болгарію.
Помер Ігнатій у 877 році. Після нього патріархом знову став Фотій I.